# 童忠钫
童忠钫（1931年—1993年），男，浙江慈溪人，中国机械工程和结构动力学专家，曾任浙江大学教授、博士生导师。